# Ben-Hur (película de 1959)

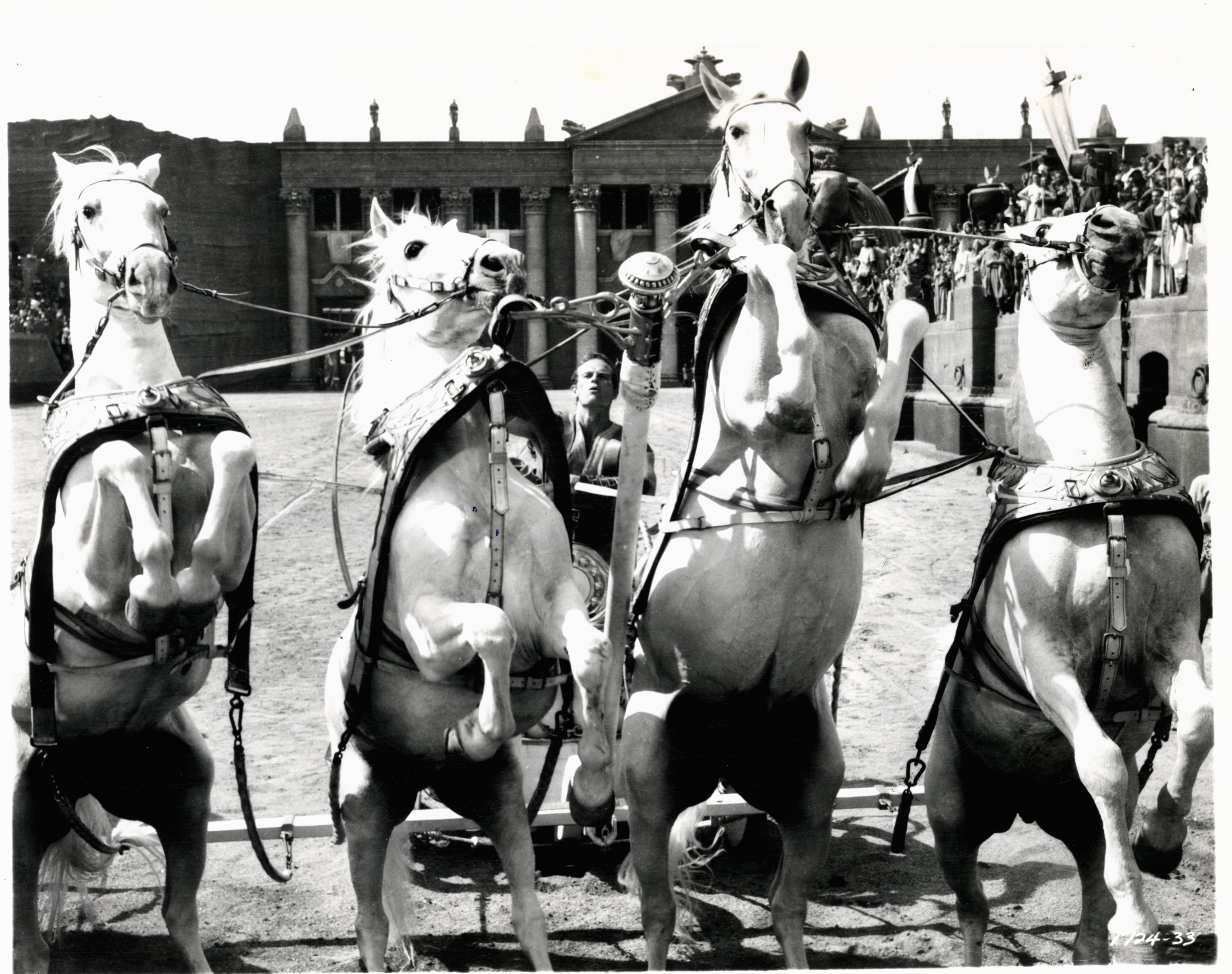
Una escena de la película

Ben-Hur es una   película estadounidense de 1959 de los géneros épico y dramático ambientada mayormente en la provincia romana de Judea en tiempos del emperador Tiberio. Fue dirigida por William Wyler y producida por Sam Zimbalist para Metro-Goldwyn-Mayer. Sus papeles principales los interpretan Charlton Heston, Stephen Boyd, Jack Hawkins, Hugh Griffith y Haya Harareet. Como adaptación de la película muda del mismo título de 1925, Ben-Hur se basa en la novela homónima escrita por Lewis Wallace en 1880. El guion lo firma Karl Tunberg, aunque el libreto incluye aportaciones de Maxwell Anderson, S. N. Behrman, Gore Vidal y Christopher Fry.
Ben-Hur contó con el mayor presupuesto que hasta entonces había tenido una película, superior a los quince millones de dólares estadounidenses. Para su filmación doscientos artistas y obreros construyeron los decorados más grandes jamás empleados en una película, con cientos de frisos y estatuas, mientras que la diseñadora de vestuario Elizabeth Haffenden dirigió a un equipo de cien costureras. La filmación comenzó el 18 de mayo de 1958 y duró hasta el 7 de enero de 1959, con jornadas de rodaje de entre doce y catorce horas que se desarrollaron seis días a la semana. La preproducción comenzó en los estudios Cinecittà de Roma en octubre de 1957 y la posproducción se extendió seis meses. Los directivos de MGM encargaron al director de fotografía Robert L. Surtees que filmara la película en formato panorámico, que no era del gusto de Wyler. En el rodaje se emplearon más de doscientos camellos, 2500 caballos y unos 10 000 extras. La batalla naval se filmó con miniaturas en un gran tanque de agua en los estudios de la Metro en Culver City (California). La carrera de carros, de nueve minutos de duración, es una de las secuencias más famosas de la historia del cine, mientras que la banda sonora, compuesta y dirigida por Miklós Rózsa, es la de mayor duración que se ha creado para un filme e influyó profundamente en el cine durante más de quince años. 
Tras gastar 14,7 millones de dólares en la promoción, Ben-Hur se estrenó en el teatro Loew de Nueva York el 18 de noviembre de 1959. Fue la película más taquillera de ese año y llegó a convertirse en el segundo filme más rentable, solo por detrás de Lo que el viento se llevó. La cinta obtuvo la cifra récord de once premios Óscar, entre ellos a mejor película, mejor director (Wyler), mejor actor (Heston), mejor actor de reparto (Griffith) y mejor fotografía (Surtees), un logro inigualado hasta el estreno de Titanic en 1997 y de El Señor de los Anillos: el retorno del Rey en 2003. Ben-Hur también recibió tres premios Globo de Oro —a la mejor película dramática, al mejor director y al mejor actor de reparto (Boyd)—. En la actualidad, Ben-Hur está considerada como una de las mejores películas de la historia del cine, por lo que en el año 2004 la National Film Preservation Board la seleccionó para ser conservada en su Registro Nacional del Cine por ser un filme «cultural, histórica o estéticamente significativo».

## Argumento
La acción transcurre en Judea, durante el año 30 d. C. El Imperio romano, dueño y señor del mundo conocido, gobierna con mano de hierro sus vastos territorios, entre ellos Judea, sometiendo con dureza a sus moradores. Estos desean con ansia la llegada de un nuevo Mesías que liberará al pueblo judío del yugo romano. Entre ellos se encuentra Judá Ben-Hur (Charlton Heston), un príncipe rico que comercia con especias de Oriente a Roma, un hombre respetado y creyente en la fe de su pueblo y su Dios.

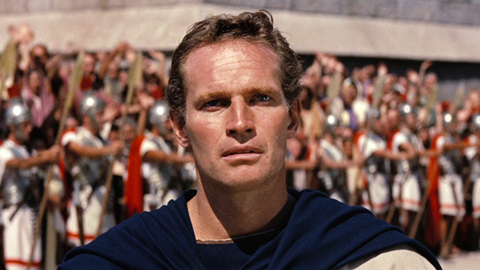
Charlton Heston en su papel de Judá Ben-Hur, por el que fue premiado con el Óscar al mejor actor.

Sin embargo, los tiempos están revueltos y se teme un levantamiento violento contra el poder romano, a lo cual este responde con el envío de dos legiones al mando del jefe militar Messala (Stephen Boyd), antiguo amigo de la infancia de Ben-Hur. Judá Ben-Hur ve en Messala a un amigo y también una posibilidad de cambio para su pueblo, una esperanza para el entendimiento y el respeto. Pero por el contrario, Messala ve a su viejo amigo como el hombre que «señalará» a los enemigos judíos de Roma por su pasada amistad. Sin embargo, Ben-Hur se niega al trato y Messala, encolerizado, rompe la relación.
Ben-Hur, temeroso de su antiguo amigo, sabe que tendrá que tener cuidado en adelante. Sin embargo, viene un golpe de mala suerte: su única hermana, Tirzah, se apoya en el borde de la azotea de su casa y una teja se desprende al paso de la comitiva que llevaba al gobernador, provocando que este se golpee al caer junto con su caballo, y este incidente, pese a ser accidental, provoca que su antiguo amigo lo encarcele junto con su madre y su hermana, acusados de atentar contra el nuevo gobernador de Judea, Valerio Grato. Judá trata de escapar de prisión, no sin antes hablar con Messala, amenazándolo con una lanza y persuadiéndolo a liberar a su madre y hermana, alegando inocencia. Tras el intento fallido de asesinato en contra del tribuno, Judá es enviado al puerto de Tiro, sin juicio, como galeote en una galera. Ben-Hur jura vengarse de Messala aunque ello le lleve toda la vida.
En su viaje al puerto, Judá conoce a Jesús de Nazaret, quien le dará agua. En su memoria quedará grabada la faz de la persona que lo ayudó, el mismo que con la mirada firme y llena de paz persuade la amenaza de un capataz romano hacia él y Judá al darle agua, cuando minutos antes se había prohibido a la población proporcionar agua únicamente a él. Después de tres años como galeote, Ben-Hur conocerá a Quinto Arrio, primer cónsul de Roma, al que salva la vida durante el hundimiento de la galera en una batalla naval contra los macedonios. Como gratitud hacia Judá, Quinto lo adopta como su hijo, con lo que obtiene riquezas, campeonatos como auriga en el circo romano por cinco veces consecutivas, así como varios títulos. Sin embargo, a pesar de las riquezas, poder y la gloria de Roma, Ben-Hur sabe que tiene un juramento que cumplir y que no puede esperar más tiempo, más aún cuando Judá conoce en una de las tantas reuniones en el palacio de su padre al próximo gobernador de Judea: Poncio Pilatos. Pide a su padre regresar a Judea y arreglar los asuntos de su familia. Quinto sabe que Judá difícilmente regrese, por lo que accede a su petición, a sabiendas de que aún existía el vínculo padre-hijo. Es la hora de la venganza.

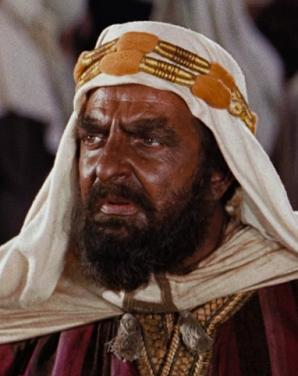
Hugh Griffith en su papel del jeque Ilderim, por el que obtuvo el Óscar al mejor actor de reparto.

En su camino a Jerusalén, Ben-Hur conoce a Baltasar y al jeque Ilderim, un comerciante árabe famoso por su avidez en apostar en las carreras de caballos. De Baltasar aprende que hay alguien en quien creer, un Mesías, hijo de Dios, que liberará a los hombres de su ira y su odio. Por el contrario, del jeque descubre que Messala participa en las carreras de cuadrigas y en la arena del circo, en el que la muerte no es un delito. 
Alimentado por su odio, Judá acepta competir contra Messala en las carreras y, por otro lado, busca a su madre y hermana. Al regresar a Judea, descubre que todo lo que había conocido ha quedado reducido a ruinas, que su familia ha desaparecido y que la única explicación que tiene es de la hija de un esclavo suyo, llamada Esther, a quien Judá amaba profundamente, y su padre, un mayordomo fiel a la familia Ben-Hur, el cual fue torturado dejándolo paralítico.
Tras condenar a Judá a las galeras, Messala no solo había confiscado todos los bienes de Ben-Hur, sino que se ensañó con su madre y hermana, encerrándolas en los más profundos calabozos. Con el retorno de Judá y decidido a aplacar su venganza, un Messala tenso manda buscar a la familia de Judá, a cambio de olvidar lo que pasó ocho años atrás. Para su sorpresa, tantos años en una celda inmunda en los recónditos calabozos han hecho que enfermaran de lepra. Una vez liberadas, madre y hermana regresan a casa de manera sigilosa y allí encuentran ruina y pobreza. Esther les promete no decir a nadie sobre su futuro y doloroso paradero final: el Valle de los Leprosos, ni siquiera a su hijo Judá. 
Esther inmediatamente confiesa a Judá que su madre y hermana habían muerto en prisión y trata de convencerlo para que desista en su búsqueda. Un Judá lleno de cólera y odio en su interior se debate entre su venganza hacia su verdugo y su antigua amistad de la infancia. Pero sabe que Messala no iba a cambiar y que su única opción de vengarse por la supuesta muerte de su familia es poder vencerlo y humillarlo en la arena del circo. Para ello, correría la carrera de cuadrigas con los caballos blancos del jeque: Altair, Rigel, Aldebarán y Antáres. Antes de la carrera el jeque Ilderim no puede contenerse y reta a Messala por mil talentos de oro si él lo vencía y por tres mil si salía ganador, no sin antes declarar que su auriga era el campeón del circo Judá Ben Hur, a pesar de lo cual Mesala acepta el reto.
En la carrera participan nueve corredores, entre ellos aurigas de Asiria, Fenicia, Chipre, Atenas, Judea y Roma. Judá Ben-Hur vence a Messala en su cuadriga falcada y a sus caballos negros frisones, quien termina cayéndose de su carro y es mortalmente atropellado y pisoteado por otra cuadriga al comenzar la última vuelta de la carrera. Con el cuerpo ensangrentado, está condenado definitivamente a ser mutilado para sobrevivir. Messala, en un último aliento, le comunica a Judá que su madre y su hermana están vivas, pero aisladas en el Valle de los Leprosos. Por lo tanto, como Judá intuye, están condenadas a una muerte lenta y horrible.
Inmediatamente Judá se desplaza al Valle de los Leprosos, donde para su sorpresa encuentra a Esther llevando alimentos para su madre y hermana. Ben-Hur pide explicaciones por la mentira y accede trágicamente a la voluntad de su madre de no mostrarse. Con la fe perdida, aborrece a Esther y siente que sus demonios interiores le dominan, por lo que decide ir al encuentro del gobernador Poncio Pilato y renunciar a la ciudadanía romana, ya que por culpa de Roma su madre y hermana están muertas en vida. Esta afrenta no es bien recibida por Pilatos, por lo que se convierte para sus ojos en uno más de los judíos rebeldes. 
Judá decide ir al Valle de los Leprosos para sorpresa de Esther y su madre, importándole poco su enfermedad y buscando a Thirsa, su hermana, que agonizaba en una de las cuevas. Desolado, recorre las calles de Jerusalén con su madre, su hermana y Esther, accediendo al requerimiento insistente de esta para que sean sanadas por el rabino de Galilea, al que ha escuchado predicar y obrar maravillas, mientras una procesión de gente acompaña a gritos la marcha de los nuevos crucificados, entre ellos un hombre que una vez dio de beber al héroe. Ben-Hur, como agradecimiento, trata de devolverle su ayuda con agua. Sin embargo, un soldado romano tira el agua antes de que Jesús pueda beber y tener un poco de aliento en su pesada carga. Este encuentro y presenciar después la crucifixión del hombre que un día lo salvó de morir, hacen que Judá encuentre la paz y mitigue su ira a través del perdón. Regresa aún bajo la catarsis de lo que ha presenciado cuando ve que su hermana y su madre han sanado milagrosamente. Fundidos en un gran abrazo, se desborda la alegría.

## Reparto

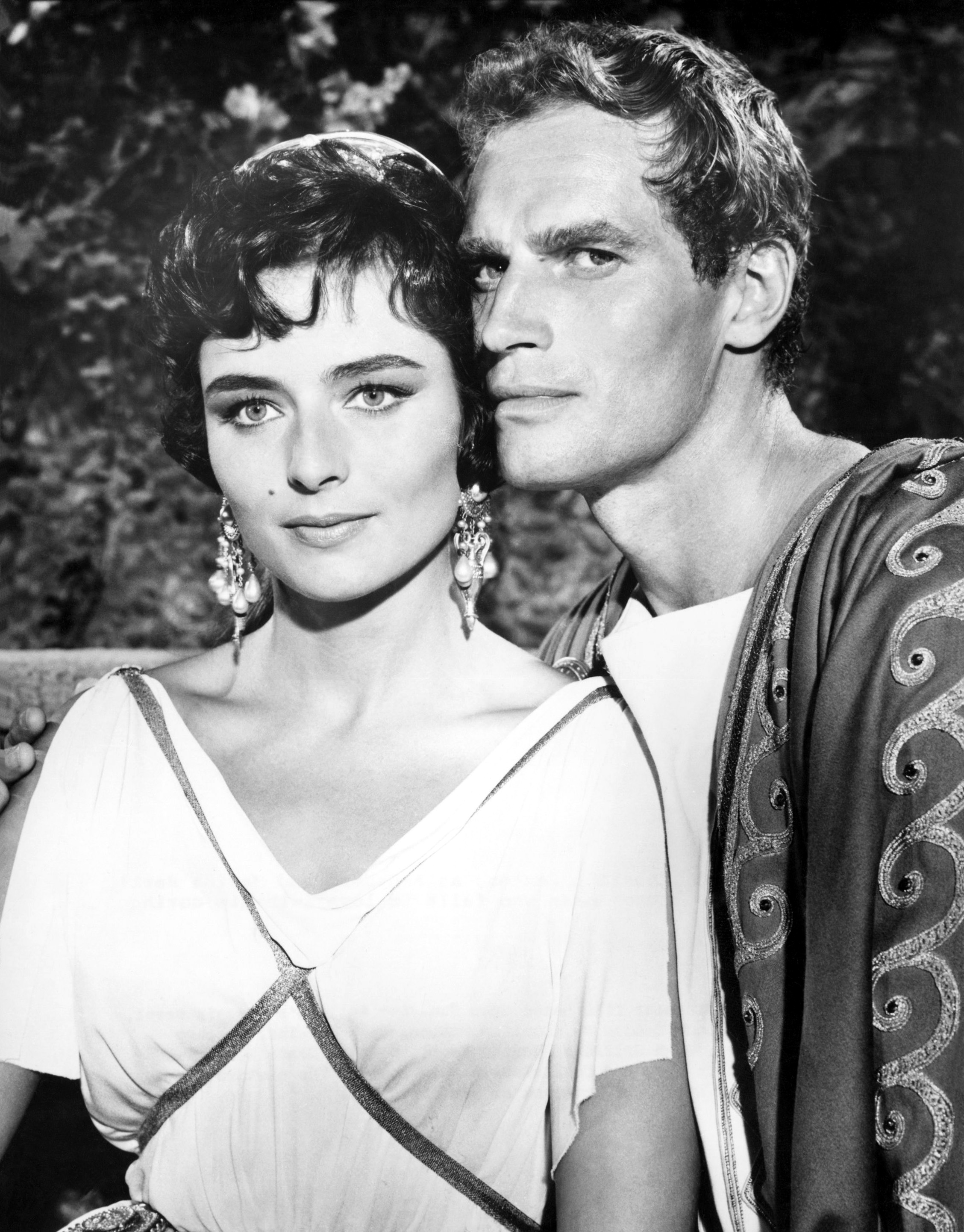
Charlton Heston (Ben-Hur) y Marina Berti (Flavia)

- Charlton Heston como Judá Ben-Hur.
- Haya Harareet como Ester, hija de Simónides.
- Jack Hawkins como Quinto Arrio, cónsul romano.
- Stephen Boyd como Messala, tribuno romano y amigo de la infancia de Ben-Hur.
- Sam Jaffe como Simónides, mayordomo de la familia de Ben-Hur.
- Hugh Griffith como el jeque Ilderim.

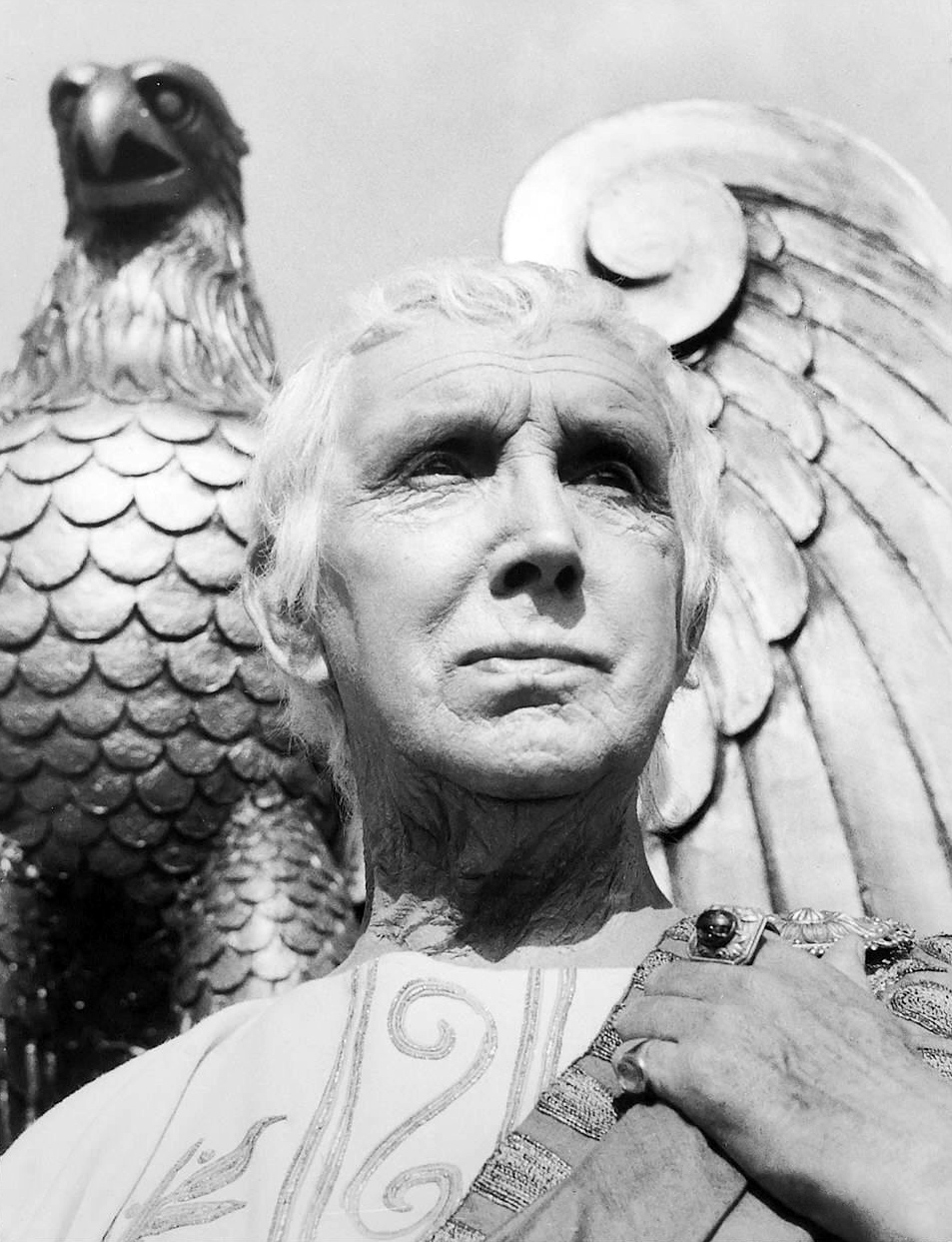
George Relph, en su papel del emperador Tiberio.

- Martha Scott como Miriam, madre de Ben-Hur y de Tirzah.
- Cathy O'Donnell como Tirzah, hermana menor de Ben-Hur.
- Frank Thring como Poncio Pilato, gobernador romano de Judea.
- Terence Longdon como Druso, asistente de Messala.
- George Relph como el emperador romano Tiberio.
- Marina Berti como Flavia.
- André Morell como Sexto.
- Finlay Currie como Baltasar, uno de los magos que visitan a Jesús de Nazaret.
- Claude Heater (no acreditado) como Jesús de Nazaret.

### Doblaje al español
| Personaje           | Actor de doblaje      | Actor de doblaje                                      |
| Personaje           | España                | Hispanoamérica                                        |
| ------------------- | --------------------- | ----------------------------------------------------- |
| Judá Ben-Hur        | Rafael Navarro García | Blas García Víctor Mares (voz original)               |
| Quinto Arrio        | Felipe Peña           | Esteban Siller                                        |
| Mesala              | Manuel Cano           | Agustín López Zavala Rolando de Castro (voz original) |
| Ester               | Irene Gutiérrez Caba  | Patricia Martínez                                     |
| Simónides           | José María Angelat    | Juan Domingo Méndez                                   |
| Jeque Ilderim       | José María Ovies      | Mario Sauret                                          |
| Míriam              | María Victoria Durá   | Beatriz Aguirre                                       |
| Tirzah              | Elvira Jofre          | Loretta Santini                                       |
| Baltasar            | Ramón Martori         | Carlos Petrel                                         |
| Poncio Pilatos      | Arsenio Corsellas     | Sergio Barrios                                        |
| Drusus              | Vicente Vega          | Eduardo Borja                                         |
| Narrador (Baltasar) | Ramón Martori         | Carlos Petrel                                         |

## Producción

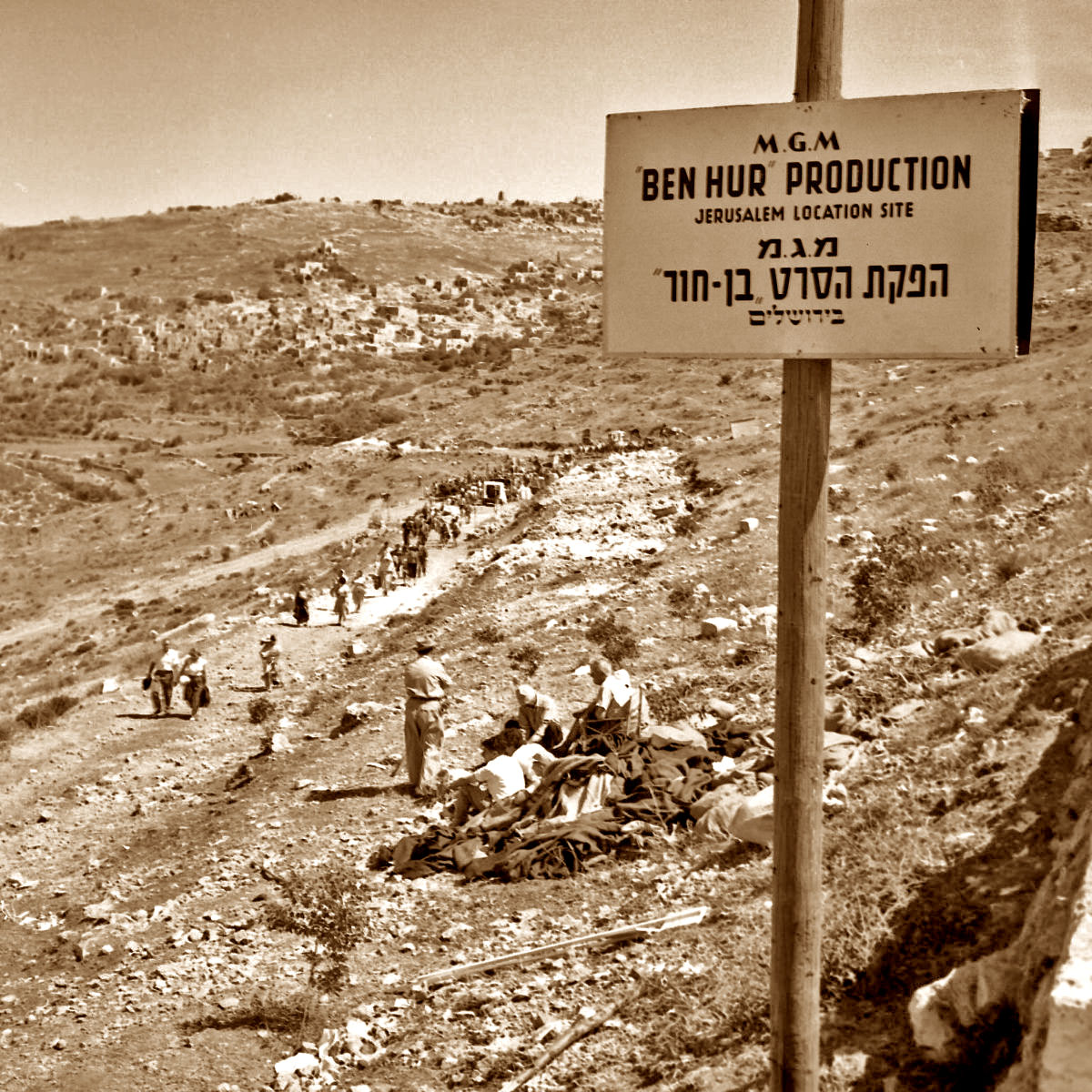
Rodaje de Ben-Hur cerca de Lifta, en recreación de Jerusalén.

La productora Metro-Goldwyn-Mayer (MGM) anunció originalmente en diciembre de 1952 una nueva versión de la película muda de 1925 Ben-Hur, claramente para dar uso a sus activos monetarios en lira italiana. Se dijo que los actores Stewart Granger y Robert Taylor eran los favoritos para protagonizar la cinta. Nueve meses después, MGM comunicó que rodaría la producción en formato CinemaScope y que el rodaje daría comienzo en 1954. En noviembre de 1953 se había asignado al productor Sam Zimbalist al frente del proyecto y contratado al guionista Karl Tunberg para escribir el libreto. Estaba previsto que el director fuera Sidney Franklin y el protagonista Marlon Brando. En septiembre de 1955, Zimbalist, quien afirmó que el guion de Tunberg ya estaba completo, anunció que en abril de 1956 daría comienzo en Israel o Egipto un rodaje de seis a siete meses con el nuevo proceso de pantalla ancha de 65 mm de MGM. Sin embargo, la productora MGM suspendió la producción a principios de 1956.
A finales de la década de 1950, las decisiones judiciales estaban forzando a los estudios de cine a deshacerse de sus cadenas de cine y la presión competitiva de la televisión había arrastrado a MGM a importantes dificultades financieras. En una apuesta por salvar al estudio, e inspirado por el éxito de la épica bíblica del filme Los diez mandamientos producido por Paramount Pictures en 1956, el jefe del estudio, Joseph Vogel, comunicó en 1957 que MGM volvería a retomar el proyecto de Ben-Hur. La filmación dio comienzo en mayo de 1958 y duró hasta enero de 1959, mientras que la posproducción se alargó otros seis meses. Aunque el presupuesto inicial era de siete millones de dólares, en febrero de 1958 ya había ascendido a diez millones y para cuando el rodaje echó a andar ya había superado los quince millones, lo que la convirtió en la producción cinematográfica más cara rodada hasta entonces.
Un cambio importante en la película se produjo en los créditos de apertura. Preocupado porque el rugido del León de la Metro, el símbolo de la productora, creara una mala impresión con la escena inicial de la Natividad, el director William Wyler tuvo permiso para reemplazar el sonoro rugido del felino por su imagen estática y silenciosa.

### Desarrollo
La novela escrita en 1880 por Lewis Wallace, Ben-Hur, tiene 550 páginas. Zimbalist contrató a varios guionistas para acortar la historia y escribir el libreto cinematográfico. Según Gore Vidal, en la primavera de 1958 ya se habían elaborado doce versiones del guion por parte de varios autores. Al propio Vidal le habían pedido escribir su versión, pero se negó y esa decisión le costó una suspensión. Karl Tunberg fue uno de los últimos guionistas que trabajaron en el guion y eliminó todo lo que narraba la novela después de la crucifixión de Jesús, omitió la subtrama en la que Ben-Hur simula su propia muerte y junta un ejército judío para derrotar a los romanos, además de alterar la manera en que las mujeres se curan de la lepra. A Zimbalist no le gustó este guion de Tunberg, pues lo consideraba «vulgar» e «imposible de rodar».

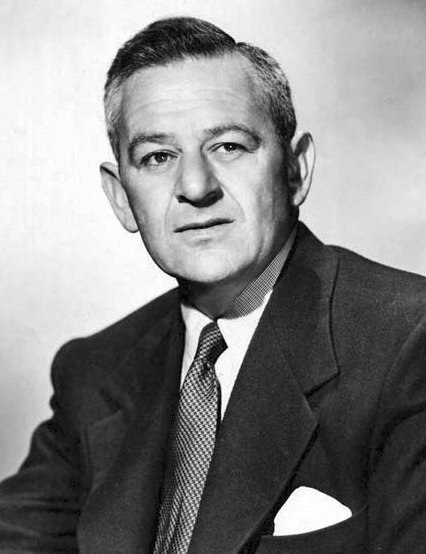
William Wyler, director de Ben-Hur.

El proceso de escritura cambió cuando el director asignado, Sidney Franklin, cayó enfermo y abandonó el proyecto. Zimbalist le ofreció la silla de director a William Wyler a principios de 1957, quien décadas atrás había sido uno de los muchos asistentes de dirección en el Ben-Hur de 1925. En principio Wyler rechazó porque consideraba el guion «muy primitivo, elemental». Zimbalist le mostró algunos guiones gráficos para la carrera de cuadrigas y lo informó de que MGM estaría dispuesta a gastar hasta diez millones de dólares, tras lo que Wyler comenzó a expresar su interés en la película. MGM permitió a Wyler comenzar con el casting y en abril de 1957 algunos medios de comunicación informaron de que el director estaba haciendo pruebas de pantalla con algunos famosos actores italianos, como Cesare Danova.
Wyler no aceptó formalmente encargarse de la dirección de la película hasta septiembre de 1957 y la productora no anunció su contratación hasta el 3 de enero de 1958. A pesar de que todavía no tenía a su protagonista, Wyler aceptó el trabajo por varias razones: le prometieron un sueldo de 350 000 dólares y un 8 % de la recaudación en taquilla (o un 3 % de los beneficios netos, lo que era todavía más dinero), y además quería volver a rodar en la ciudad de Roma, donde había filmado en 1954 la película Roman Holiday. Su sueldo base era el más generoso que nunca antes se había pagado a un director de cine. Las razones de competitividad profesional también influyeron en su decisión, pues tiempo después Wyler admitió que quiso superar el trabajo de Cecil B. DeMille (director de Los diez mandamientos). Wyler también bromeó con el hecho de que un judío como él hubiera hecho una gran película sobre Jesucristo.

### Guion
Wyler, al igual que Zimbalist, no estaba satisfecho con el guion, pues le parecía que era un juego de moralidad con tintes políticos y que los diálogos sonaban demasiado modernos. Zimbalist contrató a dos dramaturgos para que elaboraran borradores, primero a S. N. Behrman (autor del guion de Quo Vadis?) y después a Maxwell Anderson. Fred Kaplan, biógrafo de Gore Vidal, afirma que junto a Vidal se contrató al poeta y dramaturgo británico Christopher Fry, aunque el propio Vidal afirma que él entró en el proyecto justo después de Anderson y que Fry no se implicó hasta poco antes de su salida de la película. Vidal llegó a Roma a principios de marzo de 1958 para reunirse con Wyler. Dijo que el director todavía no había leído el guion y que, cuando lo hizo por insistencia del escritor, quedó decepcionado por la excesiva modernidad de los diálogos. Vidal aceptó trabajar en el libreto durante tres meses para salir de la suspensión y cumplir su contrato con MGM, aunque Zimbalist lo presionó para intentar que se quedara durante toda la producción. Por entonces Vidal se estaba documentando para escribir un libro sobre un emperador romano del siglo IV d. C., Juliano, por lo que era un gran conocedor de la Antigua Roma.

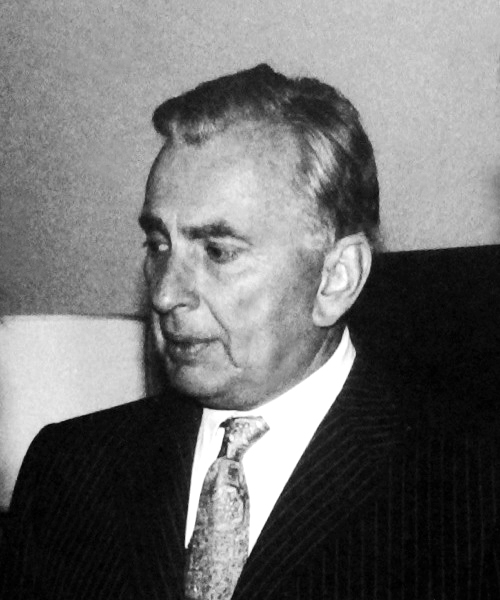
Gore Vidal, uno de los guionistas de Ben-Hur.

El estilo de trabajo de Vidal consistía en terminar una escena y comentarla con Zimbalist. Cuando llegaban a un acuerdo, se la mostraban a Wyler. Vidal dijo que conservó la estructura de lo escrito por Tunberg, Behrman y Anderson, pero que reescribió casi todos los diálogos. En marzo de 1959 Vidal admitió ante William Morris que Fry volvió a escribir casi un tercio de los diálogos que él había añadido a la primera mitad de la película. Sin embargo, Vidal realizó un cambio estructural que no fue revisado. En el guion de Turnberg, Ben-Hur y Mesala se reúnen y enemistan en una sola escena, pero Vidal la dividió en dos, por lo que ambos se reúnen en la fortaleza Antonia y después discuten y rompen su amistad en casa de Ben-Hur. Vidal también añadió algunos matices a los personajes, como que Mesala le comprara un broche a Tirzah y que Ben-Hur le regalara un caballo al tribuno romano. Gore Vidal afirmó trabajar en la primera mitad del libreto (es decir, todo hasta la carrera de cuadrigas) y que escribió diez versiones de la escena en la que Judá Ben-Hur se enfrenta a Mesala y suplica por la libertad de su familia.
La afirmación de Vidal de que existe un subtexto homoerótico es objeto de controversia. El tema surgió por primera vez en una entrevista al guionista en un documental de 1995, El celuloide oculto, en la que afirmó que había convencido a Wyler para que le indicara a Boyd que debía interpretar el rol de un amante homosexual despechado. Al guionista le parecía que el afán vengativo de Mesala tan solo podía estar motivado por un sentimiento de rechazo propio de un amante, aunque a Charlton Heston esto no se le mencionó. Si Vidal escribió así las escenas, o si simplemente tuvo una conversación con Wyler, y en qué medida se trasladó esto a la película, sigue siendo motivo de discusión. El propio William Wyler había dicho muchos años antes de esa entrevista a Vidal que no recordaba ninguna conversación sobre este particular, y además descartó el guion de Vidal en favor del de Fry. Sin embargo, Morgan Hudgens, director publicitario de la película, escribió a Vidal en mayo de 1958 sobre esta importante escena y dio a entender que había un contexto homosexual: «… [Charlton Heston] se implicó ayer realmente en tu escena del “primer encuentro”. ¡Deberías haber visto abrazarse a esos chicos!». El crítico de cine F. X. Feeney, que comparó los borradores del guion de Ben-Hur, concluyó que Vidal hizo muchas e importantes contribuciones al libreto.
El último guionista de la película fue Christopher Fry. Charlton Heston comentó que Fry fue la primera opción de Wyler como guionista, pero que Zimbalist le obligó a contar con Vidal. Fry llegó a Roma a principios de mayo de 1958 y estuvo seis días a la semana en el set de rodaje, escribiendo y reescribiendo tanto diálogos como escenas enteras, hasta que la película estuvo terminada. En particular, le dio a los diálogos un ligero tono más formal y arcaico, pero sin hacerlos sonar pomposos y medievales. Tiempo después se produjo una disputa muy publicitada sobre la acreditación del guion de la película que implicó a Wyler, Tunberg, Vidal, Fry y al Sindicato de Guionistas estadounidenses.
El guion definitivo tenía 230 páginas y era sustancialmente distinto de la novela de 1880 en que se basaba la película Ben-Hur de 1925. Algunos cambios hicieron la historia más dramática y otros insertaron cierta admiración por el pueblo judío, que por entonces acababa de fundar el estado de Israel, y por la sociedad estadounidense tan diversa de la década de 1950, en lugar de la visión de «superioridad cristiana» que posee la novela de Lewis Wallace.

### Selección del reparto
Metro-Goldwyn-Mayer abrió una oficina de casting en Roma a mediados de 1957 para seleccionar a 50 000 personas que actuarían en roles menores y como extras en la película. Un total de 365 actores tienen diálogos en el filme, aunque solo 45 de ellos fueron considerados intérpretes «principales». A la hora de realizar el casting, Wyler puso énfasis en la caracterización en lugar del aspecto de los actores o en su carrera cinematográfica. Seleccionó a actores británicos para interpretar a los romanos y a estadounidenses para los papeles de judíos para así destacar claramente la diferencia entre ambos grupos. Los romanos en Ben-Hur son aristócratas, por lo que Wyler pensó que los espectadores estadounidenses asimilarían el acento del idioma inglés británico como «patricio».
El papel de Judá Ben-Hur se ofreció a varios actores antes de que fuera aceptado por Charlton Heston. Burt Lancaster rechazó el papel porque el guion le resultó aburrido y porque le parecía que menospreciaba a la cristiandad. Paul Newman tampoco lo aceptó porque pensaba que sus piernas no se veían bien con una túnica. Otros actores a los que se ofreció el rol protagonista fueron Marlon Brando, Rock Hudson, Geoffrey Horne y Leslie Nielsen, además de otros actores italianos musculosos y bien parecidos, aunque la mayoría no hablaban inglés. Kirk Douglas se interesó por el papel, pero lo perdió en favor de Heston, a quien se contrató formalmente el 22 de enero de 1958. Su salario fue de 250 000 dólares por treinta semanas de rodaje.
Stephen Boyd fue elegido el 13 de abril de 1958 para poner cuerpo a Messala, el principal antagonista de la historia. William Wyler quería en un principio que fuera Heston quien interpretara a Messala, pero tuvo que buscar a otro una vez que fue seleccionado para hacer de Ben-Hur. Puesto que ambos actores tenían los ojos azules, Wyler pidió a Boyd que usara lentillas de color castaño para así establecer una diferencia más clara entre los dos personajes. Marie Ney se quedó en un principio con el rol de Miriam, pero fue despedida a los dos días de rodaje porque no era capaz de llorar en el momento apropiado. Heston afirmó que fue él quien sugirió al director la contratación de Martha Scott para este papel, actriz que contrataron el 17 de julio de 1958. Cathy O'Donnell, cuñada de Wyler, fue elegida para el rol de Tirzah.
Para el papel de Esther se barajaron los nombres de más de treinta actrices, aunque finalmente resultó elegida el 16 de mayo de 1958 la israelí Haya Harareet, una intérprete relativamente novata que pasó una prueba de cámara de solo treinta segundos. Wyler la había conocido en el Festival de Cine de Cannes, donde le impresionó su habilidad para la conversación y la fuerza de su personalidad. Sam Jaffe sería Simónides y Finlay Currie sería Baltasar, ambos contratados el mismo día. Wyler tuvo que convencer a Jack Hawkins para aparecer en la película, puesto que el actor no quería actuar en otra película épica después de participar en El puente sobre el río Kwai. Hugh Griffith, que se había ganado cierta reputación en la posguerra con las películas cómicas de los Estudios Ealing, interpretó el personaje histriónico del jeque Ilderim.
El breve papel de Jesús de Nazaret fue interpretado por el cantante estadounidense de ópera Claude Heater, que estaba actuando en Roma con la Ópera Estatal de Viena cuando le propusieron hacer una prueba para la película. Debido a las regulaciones vigentes en aquel momento, la representación visual y sonora del personaje de Jesús estaba restringida en sus escenas. Además, no se menciona su nombre en los créditos de la película.

### Fotografía
Robert L. Surtees, que ya había trabajado en varias de las películas épicas más exitosas de la década de 1950, fue seleccionado como director de fotografía. Al comienzo de la producción de Ben-Hur, Zimbalist y otros ejecutivos de MGM tomaron la decisión de rodar la película en un formato de pantalla ancha. A Wyler no le gustaba ese formato, sobre el que comentó: «Nada queda fuera de la imagen, y no puedes rellenarla. O tienes un montón de espacio vacío o, si tienes dos personajes hablando, detrás hay una bandada de personas que los rodean y que no tienen nada que ver con la escena». Las cámaras eran muy grandes y pesadas y se tardaba mucho tiempo en moverlas. Para superar estas dificultades, Surtees y Wyler colaboraron en el uso de las lentes de pantalla ancha de la película de cine y de las tecnologías de proyección para crear imágenes altamente detalladas para el filme. Wyler era célebre por la composición en profundidad, una técnica visual en la que la gente, los decorados y la arquitectura no solo están compuestos horizontalmente, sino también en profundidad de campo. También eran de su gusto las tomas largas, durante las cuales los actores se podían mover dentro de ese espacio tan detallado.
Ben-Hur se filmó con un proceso conocido como «MGM Camera 65», usado por primera vez en El árbol de la vida, estrenada por MGM en 1957. Esta cámara usaba una película de cine especial Eastmancolor de 65 mm con una relación de aspecto de 2.76:1. La Mitchell Camera Company desarrolló y fabricó unas lentes de cámara anamórficas de 70 mm según las especificaciones enviadas por MGM. La película de cine se pudo adaptar a los requerimientos de cada sala de exhibición, por lo que no tuvieron que instalar los equipos especiales de proyección de 70 mm, que eran muy caros. Se enviaron a Roma seis de estas lentes para usarse en el rodaje, a un precio de 100 000 dólares cada una.

### Rodaje

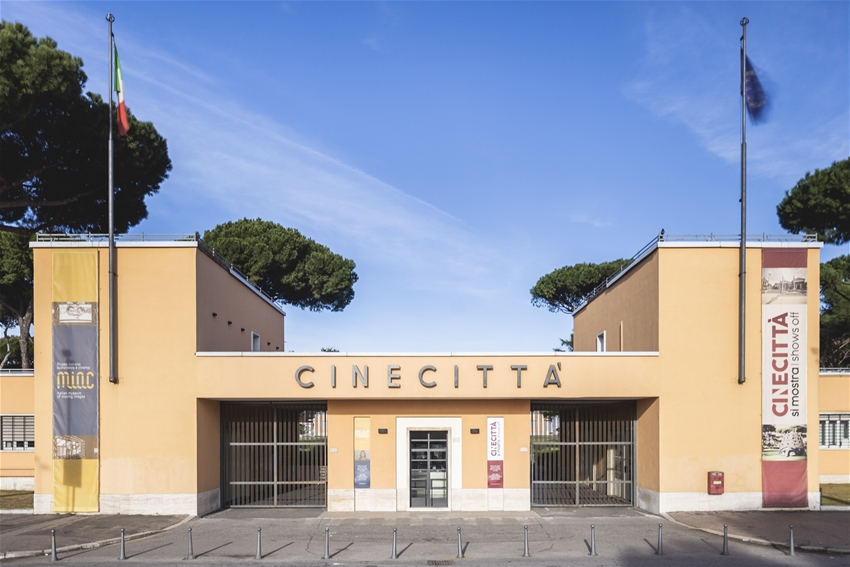
Entrada a los estudios Cinecittà de Roma, donde se filmó Ben-Hur.

La preproducción comenzó en los estudios Cinecittà de Roma hacia octubre de 1957. El departamento de arte de MGM produjo más de 15 000 bocetos y dibujos de ropas, decorados y atrezo necesarios para la película, 8000 de ellos tan solo para los vestidos. Fotocopiaron cada diseño y lo catalogaron para que lo usara el equipo de diseño de producción y los artesanos. Se construyeron en total más de un millón de elementos de atrezo. La construcción de miniaturas para la entrada de Quinto Arrio en Roma y para la batalla naval ya estaba en marcha a finales de noviembre de 1957. Los técnicos de localizaciones cinematográficas de MGM llegaron a Roma en agosto de 1957 para identificar posibles lugares de rodaje.
Se consideró seriamente rodar en alguna localización norteafricana, tanto que a mediados de enero de 1958 la productora afirmó que la filmación en Libia comenzaría el 1 de marzo de ese mismo año y que ya se habían conseguido 200 camellos y 2500 caballos para su uso en la película. Entonces estaba programado que el rodaje se trasladara a Roma el 1 de abril, donde se había contratado a Andrew Marton como director de segunda unidad y se estaban entrenando setenta y dos caballos para la escena de la carrera de cuadrigas. Sin embargo, el gobierno libio canceló los permisos de filmación por razones religiosas el 11 de marzo de 1958, justo una semana antes del inicio del rodaje en el país. También por razones religiosas el gobierno de Israel prohibió el rodaje en el país cuando ya se habían filmado algunas tomas cerca de Jerusalén, metraje que no aparece en la película.
El rodaje principal dio comienzo en Roma el 18 de mayo de 1958, cuando el guion todavía no estaba terminado y el director William Wyler tan solo había leído las primeras diez páginas. Las jornadas de filmación duraban doce o catorce horas, seis días a la semana. Los domingos, Wyler se reunía con el guionista Fry y el productor Zimbalist. El ritmo de rodaje era tan agotador que un médico hubo de desplazarse hasta el set para inyectar un complejo de vitaminas B a todo el que lo pidiera, unas inyecciones de las que más tarde Wyler y su familia sospecharon que estaban contaminadas con anfetaminas. Para acelerar las cosas, a menudo Wyler mantenía a los actores principales a la espera completamente vestidos y maquillados de sus personajes para rodar rápidamente las escenas si la primera unidad se retrasaba. Las actrices Martha Scott y Cathy O'Donnell pasaron todo el mes de noviembre de 1958 con la indumentaria y el maquillaje de unas leprosas para que Wyler pudiera filmar sus escenas cuando otras tomas avanzaran despacio. El director no estaba satisfecho con la interpretación de Heston, pues pensaba que no hacía de Judá Ben-Hur un personaje verosímil, por lo que el actor tuvo que repetir la frase «Soy un judío» hasta dieciséis veces. El rodaje duró nueve meses, tres de los cuales se emplearon solo en la compleja carrera de cuadrigas. La filmación terminó el 7 de enero de 1959, con la escena de la crucifixión de Jesús de Nazaret, que tardó cuatro días en rodarse.

Pasé noches enteras sin dormir tratando de encontrar la manera de retratar la figura de Cristo. Fue algo espantoso tratar un tema recreado por todos los grandes pintores a lo largo de veinte siglos, eventos de la vida del hombre más conocido que haya existido. Cualquiera tiene ya su propio concepto de él. Quise ser respetuoso, pero también realista. Una crucifixión es algo sangriento, terrible, atroz, y un hombre no pasa por ello con una expresión benigna en el rostro. Tuve que lidiar con eso. Es difícil hacerlo y no recibir quejas de nadie.
William Wyler sobre el rodaje de la Crucifixión de Jesús.

### Diseño de producción
Italia fue la primera opción de Metro-Goldwyn-Mayer para albergar el rodaje. Sin embargo, se barajó la posibilidad de rodar en otros países como Francia, España, México o Estados Unidos. Una de las primeras decisiones tomadas fue la de rodar en los estudios Cinecittà, unas enormes instalaciones cinematográficas construidas en 1937 a las afueras de Roma. Zimbalist eligió a Henry Henigson, habitual colaborador de Wyler, para supervisar la película. William A. Horning y Edward Carfagno crearon el aspecto general del filme basándose en el trabajo creativo que se había desarrollado para la producción en los últimos cinco años. En el verano de 1956, un reducido grupo de técnicos de la productora llegó a Cinecittà para empezar a preparar las instalaciones de los estudios italianos.
Para la película Ben-Hur se construyeron trescientos sets de rodaje que ocupaban sesenta hectáreas y nueve estudios de sonido. Algunos decorados que se habían utilizado para el rodaje de Quo Vadis? en 1951 se remodelaron y reutilizaron en Ben-Hur. Para cuando terminó la producción, se habían usado 450 000 kg de yeso y 1100 m³ de madera. En el presupuesto de la película figura el encargo de 100 000 vestidos y 1000 armaduras completas, la contratación de 10 000 extras y la adquisición de cientos de camellos, burros, caballos y ovejas.

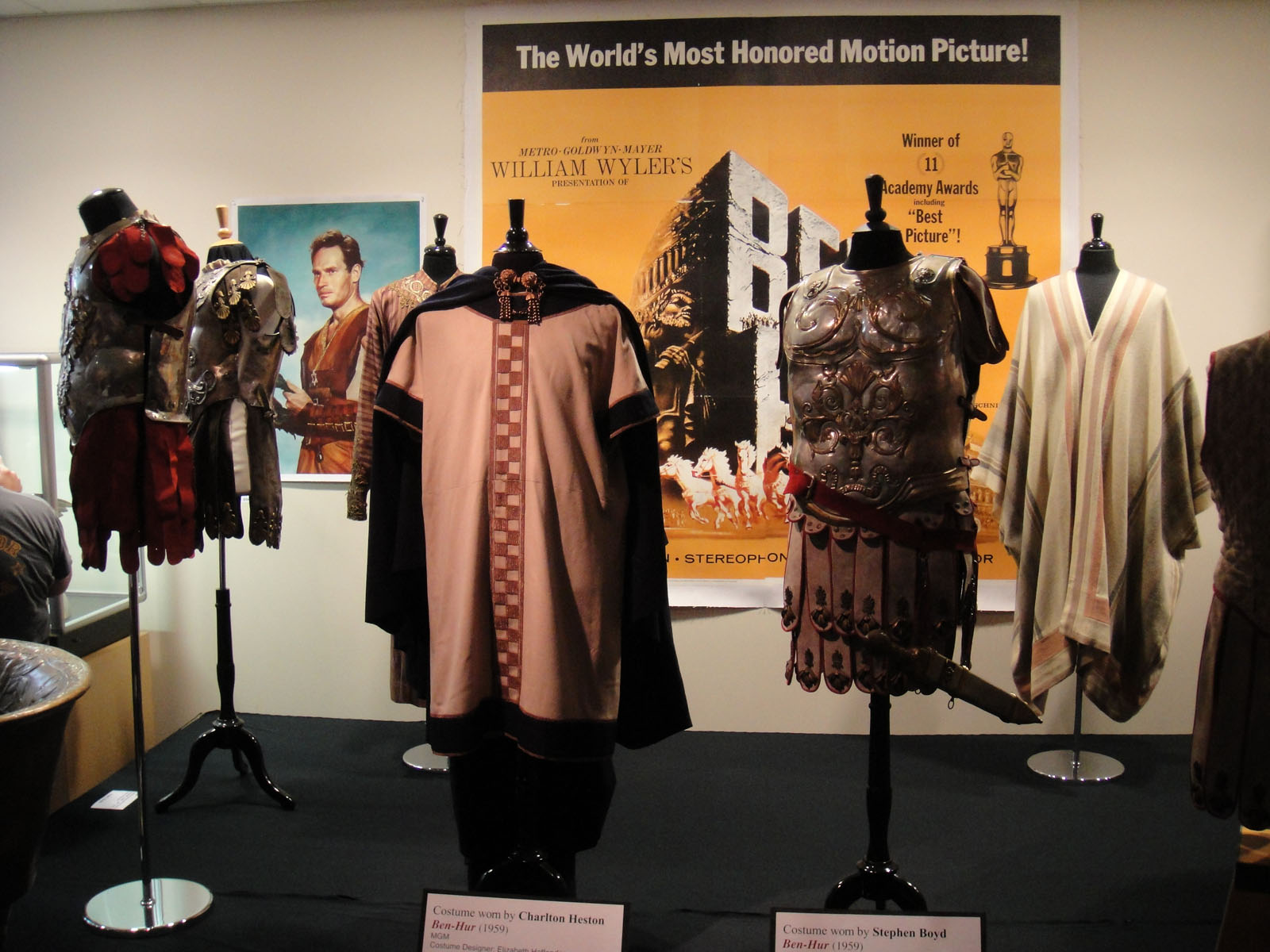
Exposición de algunas de las prendas usadas en Ben-Hur.

La diseñadora de vestuario Elizabeth Haffenden supervisó a un equipo de cien costureras que empezaron a elaborar la ropa un año antes del inicio del rodaje. De Tailandia se importó seda especial, las armaduras se fabricaron en Alemania Occidental y las prendas de lana fueron tejidas y bordadas en el Reino Unido y varios países de Sudamérica. También en el Reino Unido se elaboraron diversos artículos y prendas de cuero, mientras que las botas, zapatos y sandalias las fabricaron artesanos italianos. En Francia se compraron telas de encaje para los vestidos y en Suiza la joyería. Las mujeres de la región italiana de Piamonte donaron más de 180 kg de pelo para hacer pelucas y barbas postizas. Asimismo, hubo que crear trescientos metros de caminos para las plataformas móviles de las pesadas cámaras. En un taller en el que trabajaron doscientos artistas y artesanos se crearon cientos de frisos y estatuas para los decorados. Un pequeño pueblo en la montaña ubicado a 64 km de Roma, Arcinazzo Romano, fue la localización elegida para simular la antigua Nazaret. También se filmó en las playas de Anzio y unas cuevas ubicadas al sur de esta localidad fueron el set de la colonia de leprosos. En Arizona, Estados Unidos, se rodaron algunas escenas del desierto.

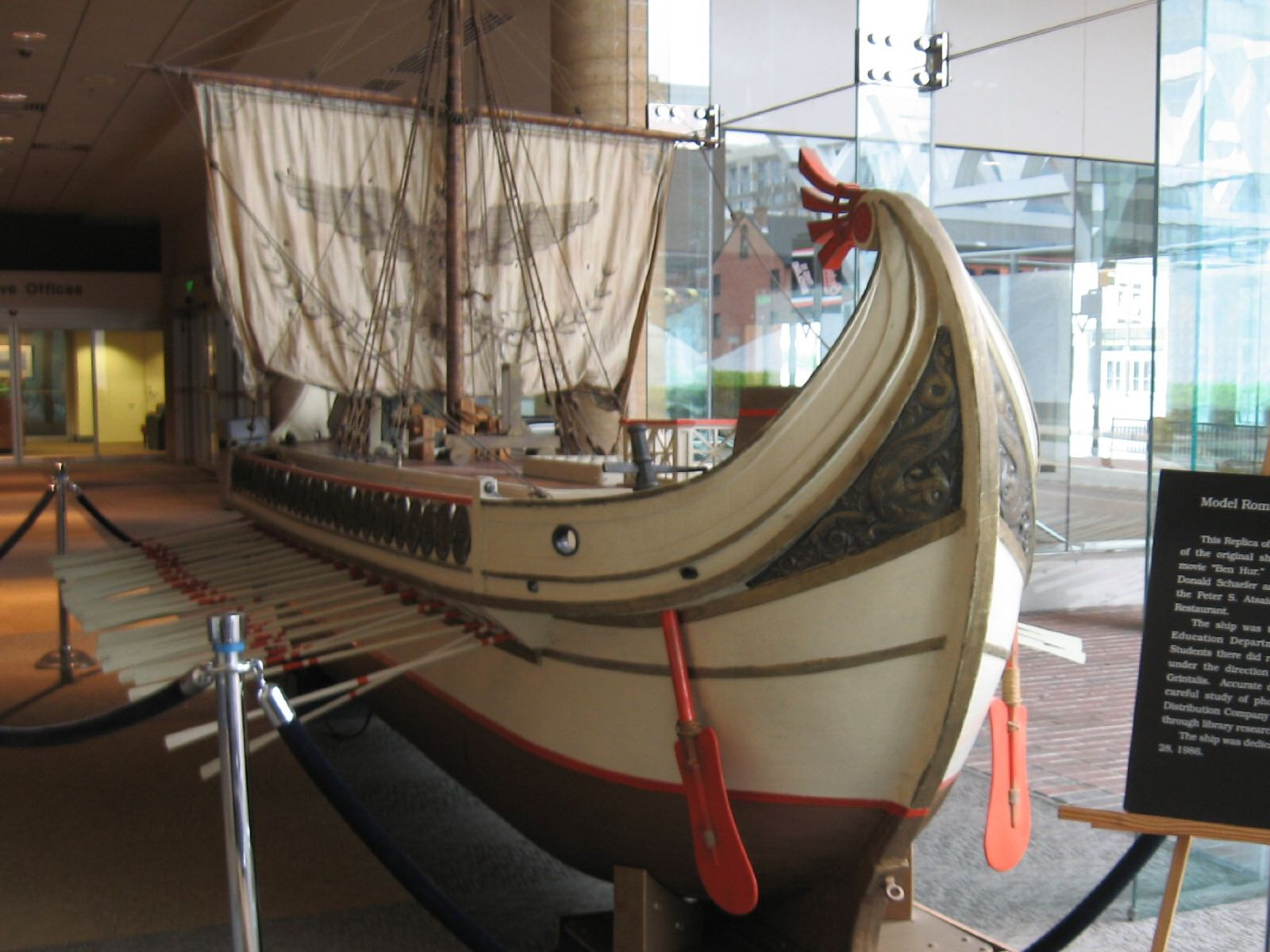
Una de las miniaturas de los trirremes romanos usados en Ben-Hur.

La batalla naval fue una de las primeras escenas rodadas, entre noviembre y diciembre de 1957. Para su recreación se usaron cuarenta miniaturas de trirremes romanos y varias galeras de tamaño real de 53 m de eslora, todas ellas capaces de navegar. Las miniaturas se filmaron en un enorme tanque de agua que se construyó en los estudios de MGM en Culver City, California. Los barcos de tamaño real se recrearon de la manera más fiel posible tomando como modelo algunos planos de galeras romanas que se conservan en museos italianos. En los estudios Cinecittà se creó un lago artificial, del tamaño suficiente para acomodar a las galeras, con unos mecanismos capaces de generar el movimiento de las olas del mar. Detrás de este lago se colocó un enorme telón de fondo de 61 m de ancho por 15 m de altura que ocultaba la ciudad y las colinas que se veían al fondo. Para hacer la escena más sangrienta, se buscaron extras italianos que tuvieran miembros amputados sobre los que simularon terribles heridas sufridas durante la batalla. Cuando el editor John D. Dunning estaba montando la película, tuvo que recortar la aparición de estos extras en pantalla para no desagradar a los espectadores. Las escenas rodadas en la cubierta de las galeras se integraron con la filmación de las miniaturas de manera convincente con la ayuda de fondos mate durante la posproducción.
Uno de los decorados más suntuosos era la villa de Quinto Arrio, que tenía cuarenta y cinco fuentes perfectamente funcionales y más de 14 km de tuberías. Algunos ricos ciudadanos romanos y nobles quisieron interpretar en la película a sus antepasados patricios y por eso actuaron de extras en las escenas de la villa. Para recrear las calles de la antigua ciudad de Jerusalén se construyó un enorme decorado de 1,3 km² de extensión, en el cual se incluía una réplica de la Puerta de Jaffa de 23 m de altura. Los decorados eran tan enormes y espectaculares que se convirtieron en atracción turística, y varias estrellas del cine los visitaron durante el rodaje. Estas enormes estructuras se podían ver desde las afueras de Roma y MGM estima que se realizaron visitas guiadas a los sets de rodaje para más de cinco mil personas.
Desmontar estos monumentales decorados costó 125 000 dólares. Casi todos los equipos de filmación se entregaron al gobierno italiano, que los vendió y exportó. MGM cedió el lago artificial a Cinecittà, aunque conservó el control sobre los vestidos y el enorme telón usado en el lago, que se enviaron a Estados Unidos al igual que los carros de la carrera, que se utilizaron como accesorios promocionales. Las galeras de tamaño real y los barcos piratas se desmontaron para evitar que fueran usados por estudios rivales. Algunos de los caballos fueron adoptados por sus adiestradores y otros se vendieron. Muchos de los camellos, burros y otros animales exóticos se vendieron a zoológicos y circos de toda Europa.

### Montaje
Para Ben-Hur se filmaron 340 000 m de película. Según el montador John D. Dunning, el primer montaje del filme duraba cuatro horas y media, pero el director William Wyler quería recortar la duración a menos de tres horas y media. Las decisiones de montaje más difíciles, según Dunning, tuvieron que ver con las escenas en las que aparecía Jesucristo, pues apenas tenían diálogos y la mayoría de los planos reflejaban únicamente la reacción gestual de los actores. Dunning también opinaba que en el montaje definitivo la escena de los leprosos era demasiado larga y necesitaba recorte. El montaje del filme también resultó complicado por culpa del celuloide de 70 mm, puesto que la Moviola que se usaba entonces no podía procesar fotogramas de ese tamaño. Por eso fue necesario reducir el metraje rodado en 70 mm a la película de 35 mm, lo que provocó que se perdiera parte de la imagen. El montaje final de Ben-Hur dura 213 minutos e incluye 5800 m de película, la tercera más larga hasta ese momento, tan solo por detrás de la extensión de Lo que el viento se llevó y Los diez mandamientos.

### Banda sonora

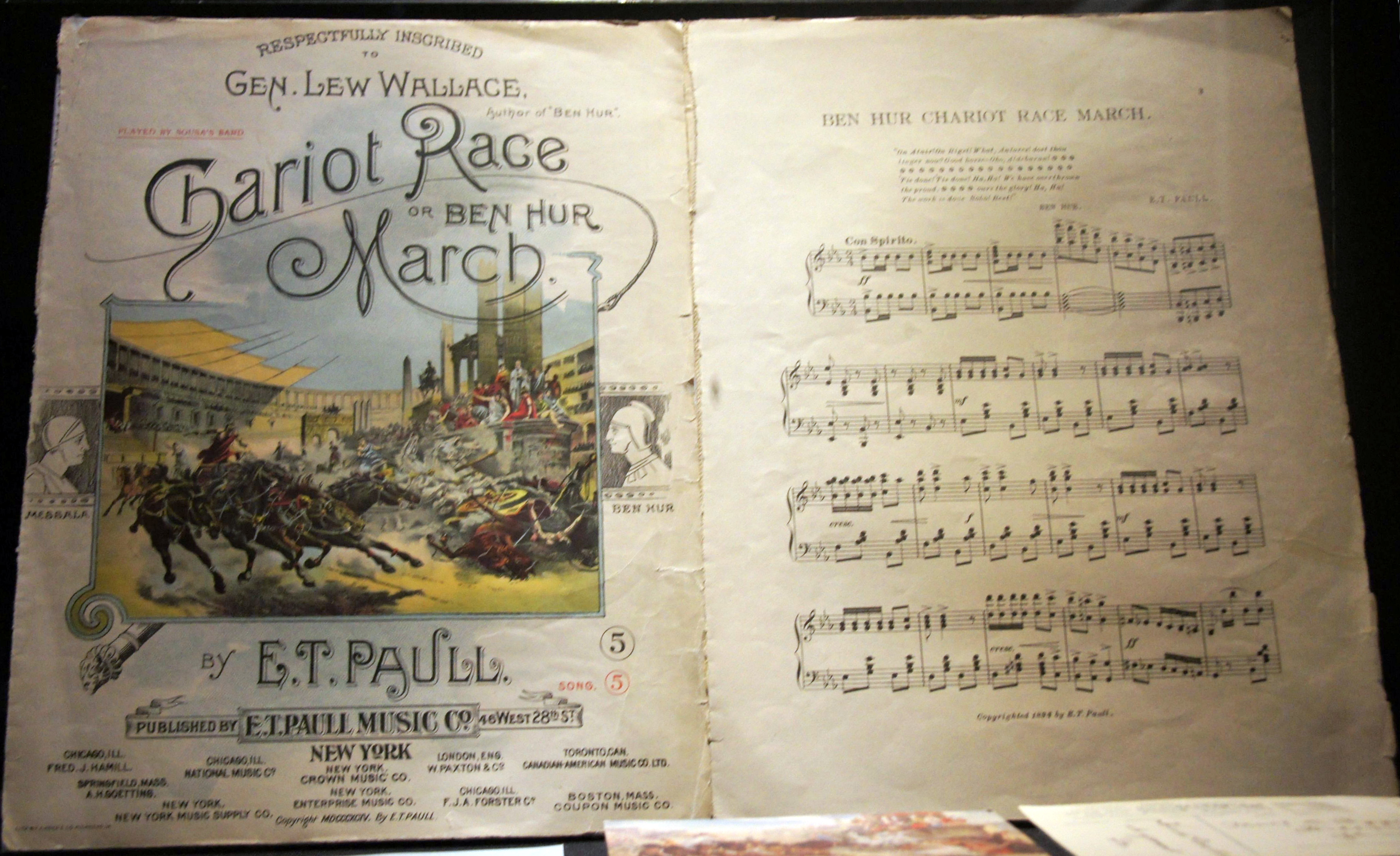
Edición de la partitura para la carrera de carros o Marcha de Ben-Hur.

La música de la película fue compuesta y dirigida por Miklós Rózsa, autor de varias bandas sonoras para películas épicas de la Metro-Goldwyn-Mayer, aunque el primer candidato del productor Zimbalist había sido William Walton. Rózsa se documentó sobre la música de la antigüedad grecorromana para dar a su partitura una sonoridad arcaica combinada con la modernidad. Él mismo dirigió a la orquesta sinfónica de MGM, compuesta por cien instrumentos, durante doce sesiones de grabación que sumaron una duración de setenta y dos horas. La banda sonora se grabó en estéreo de seis canales. Para Ben-Hur se compusieron más de tres horas de música, de las cuales se emplearon dos horas y media, lo que la convierte en la banda sonora de mayor duración de la historia del cine.
Por su trabajo, Rózsa fue galardonado con el premio Óscar a la mejor banda sonora y hasta hoy sigue siendo la única banda sonora de una película de género épico ambientada en la Antigüedad que ha conseguido este galardón. Al igual que la mayoría de bandas sonoras, fue puesta a la venta en un álbum para su disfrute al margen de la película. La composición musical era tan larga que tuvo que ser estrenada en 1959 en tres discos LP, aunque también apareció una versión de un solo LP con Carlo Savina dirigiendo a la Orquesta Sinfónica de Roma. Además, para que existiera un álbum más fácil de escuchar, Rózsa arregló en 1959 su composición en una Suite Ben-Hur, estrenada bajo el sello Lion Records, subsidiario de MGM. Desde los años 1960 ha sido regrabada y puesta a la venta en numerosas ocasiones.
La banda sonora de Ben-Hur es considerada la mejor de la carrera de Miklós Rózsa, pues ejerció una evidente influencia en otras composiciones musicales hasta mediados de la década de 1970, cuando la irrupción de John Williams y sus partituras para películas como Tiburón, Star Wars o Raiders of the Lost Ark se popularizaron entre compositores y cinéfilos.

## La carrera de cuadrigas
La escena de la carrera de cuadrigas, carros tirados por cuatro caballos en línea, fue dirigida por Andrew Marton y Yakima Canutt, habituales directores de segunda unidad. Cada uno de ellos tenía un asistente de dirección que filmaba material adicional, entre los cuales estuvo Sergio Leone. Wyler filmó la pomposa procesión previa a la carrera, imágenes de los vítores del público y las escenas de celebración de la victoria al final de la competición. La escena de la procesión inicial está calcada fotograma a fotograma de la misma secuencia en el Ben-Hur de 1925. Wyler añadió el desfile por toda la pista porque sabía que la carrera estaría compuesta principalmente con primeros planos y planos medios. Para impresionar a los espectadores con la enormidad del circo romano, Wyler quiso mostrar a la procesión en formación aunque esta no fuera históricamente exacta.

### Diseño de los decorados

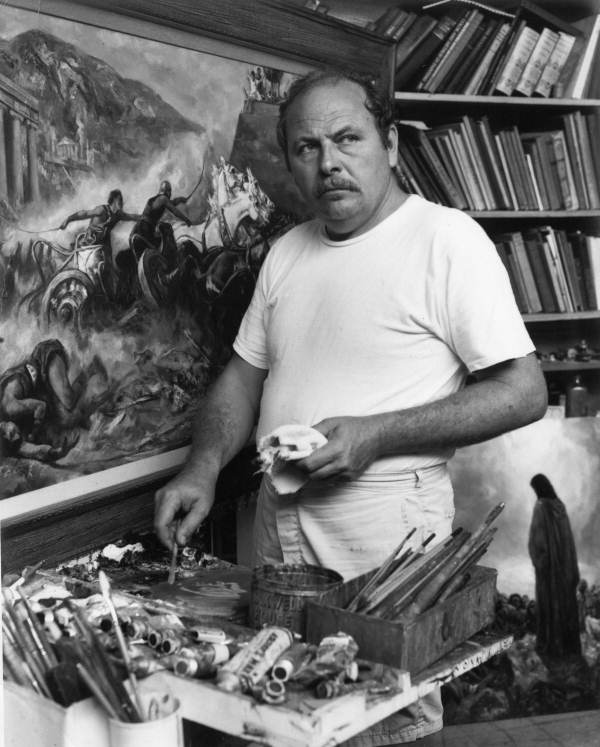
El artista Ben Stahl pintando la escena de carreras de cuadrigas de la película para MGM.

La pista de forma oval para la carrera de cuadrigas se construyó en los estudios Cinecittà y recrea un circo romano en Jerusalén. Con una extensión de 7,3 hectáreas, era el decorado más grande que se había construido hasta entonces para una película. Levantarlo costó un millón de dólares y el trabajo de varios miles de obreros durante un año entero para cavar el óvalo en una cantera. La pista tenía 460 m de longitud y las gradas se alzaban cinco pisos. Para levantar las estructuras de los asientos se utilizaron 400 km de tubos de metal. Las gradas de la parte superior y el paisaje montañoso se simularon con fondos pictóricos añadidos en posproducción. Para cubrir la pista de carreras se emplearon 36 000 toneladas de arena traída de playas del Mediterráneo.
Otros elementos del circo romano también eran históricamente exactos, como la spina (el podio central en torno al que dan vueltas los carros) de tres metros de altura, las metae (los extremos de la spina, donde se alzan columnas), los contadores de vueltas con forma de delfines y las carceres, un edificio con columnas situado en uno de los extremos del circo que era donde se preparaban carros y caballos antes de la competición. Las cuatro estatuas colosales situadas sobre la spina medían más de 9 m de altura. Junto al decorado del circo se construyó otra pista de idénticas dimensiones para entrenar con carros y caballos y diseñar los planos de cámara.

### Preparación
La planificación de la escena de la carrera duró casi un año. En noviembre de 1957 se compraron setenta y dos caballos y se importaron de Yugoslavia y Sicilia animales en la plenitud de su vida y de su forma física que fueron entrenados por Glenn Randall para tirar de las cuadrigas. Los magníficos caballos árabes de la cuadriga de Judá Ben-Hur eran en realidad caballos de Pura Raza Española, mientras que el resto de caballos eran en su mayoría lipizzanos. Del cuidado de los setenta y dos caballos se encargaron un veterinario, un guarnicionero y veinte mozos de cuadra, que se aseguraban de que los animales estuvieran listos y enjaezados todos los días para las carreras. La firma Danesi Brothers construyó dieciocho carros de 410 kg cada uno, nueve de los cuales se usaron únicamente para entrenar. Los actores principales y los especialistas dieron cien vueltas a la pista sobre los carros para preparar la filmación de la escena.
Tanto Charlton Heston como Stephen Boyd tuvieron que aprender a conducir los carros. Heston era un experimentado jinete y practicando tres horas diarias muy pronto aprendió a dominar el vehículo. El actor tuvo que usar unas lentillas cuando montaba para evitar que le entrara arena en los ojos. Los otros seis conductores que compiten contra Ben-Hur y Mesala fueron interpretados por experimentados jinetes de Hollywood, entre los cuales estuvo Giuseppe Tosi, que años atrás había sido guardaespaldas del rey Víctor Manuel III de Italia.

### Rodaje
Rodar la escena de la carrera, de nueve minutos de duración, llevó cinco semanas repartidas a lo largo de tres meses. Costó en total un millón de dólares y se recorrieron 320 km sobre los carros hasta completarla. Marton y Canutt filmaron toda la carrera con especialistas, montaron la secuencia y se la enseñaron a Zimbalist, a Wyler y a Heston para que vieran el aspecto de la escena y decidir donde se insertarían los planos cortos de los dos protagonistas. Como espectadores se contrató a 7000 extras. La difícil situación económica de la Italia de la época provocó que a la selección de los extras se presentaran varios miles de personas más de las necesarias. El rechazo de numerosos extras el día 6 de junio desembocó en una revuelta a las puertas del estudio en la que se lanzaron piedras y se intentó un asalto que tuvo que ser repelido por la intervención policial.
Para simular los daños causados en las ruedas por las púas del carro de Mesala se utilizaron explosiones de pequeñas cargas de dinamita. Para recrear a los conductores atropellados por las cuadrigas se colocaron tres maniquíes muy realistas en lugares estratégicos de la pista de carreras. Las cámaras dieron algunos problemas durante el rodaje. Las lentes de 70 mm tenían una distancia focal mínima de quince metros y para seguir a los carros las cámaras se montaron sobre un coche italiano. Sin embargo, los caballos aceleraban mucho más deprisa que el coche y resultaba muy difícil filmar los carros a la distancia adecuada. La productora tuvo que comprar un coche estadounidense mucho más potente, aunque tampoco era lo suficientemente rápido para seguir el veloz galope de los equinos, por lo que los directores Marton y Canutt tenían solo unos pocos segundos para conseguir las tomas que querían. Con el paso de las semanas se acumuló muchísimo material filmado, por lo que una vez realizado el montaje definitivo el ratio de metraje filmado y metraje utilizado resultó ser de 263:1, uno de los más altos de la historia del cine.

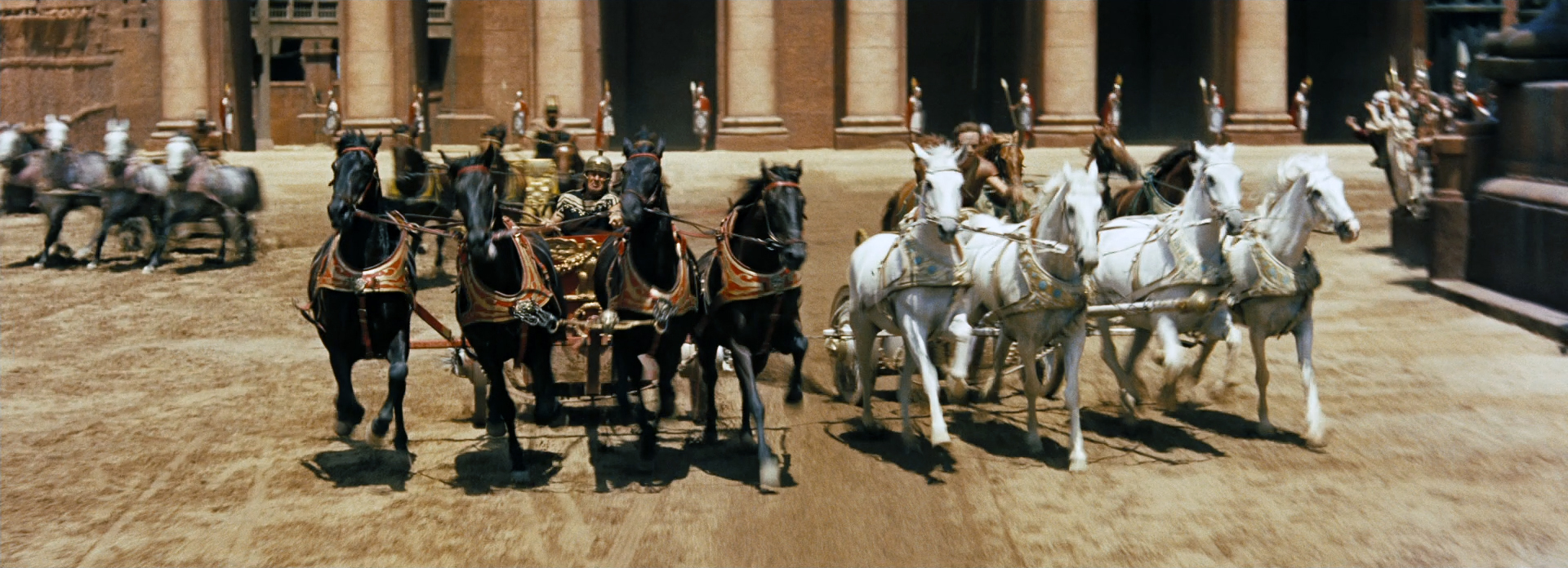
La carrera de cuadrigas. Nótese la relación de aspecto extremadamente panorámica que se usó (2.76:1).

Uno de los momentos más intensos de la carrera se produjo cuando el especialista que doblaba a Heston, Joe Canutt, hijo de Yakima Canutt, fue lanzado al aire en un salto de la cuadriga y se hirió en la barbilla al caer. Marton quiso conservar la escena en contra de la opinión de Zimbalist, para lo que ideó que se mostrara a Ben-Hur saltando sobre su carro y recuperando inmediatamente la posición, sin que los caballos dejaran de correr a galope tendido. La filmación del accidente de Canutt se cortó cuidadosamente y se combinó con un plano de Heston recuperando el control del vehículo, con lo que se creó uno de los lances más memorables de la carrera. Boyd realizó todas sus escenas de riesgo salvo dos. En la secuencia en la que Mesala cae bajo las patas de los caballos, Boyd vestía una armadura de acero bajo la túnica en el plano en que se le ve intentando aferrarse a las riendas de los animales. La imagen de su cuerpo pisoteado por los caballos se hizo con un maniquí.
Hay varias leyendas urbanas sobre la filmación de la carrera de Ben-Hur. Una dice que un especialista murió durante el rodaje, según cuenta el actor Nosher Powell en su autobiografía, y otra afirma que se puede ver un coche Ferrari en uno de los planos. El libro Movie Mistakes demuestra que ambos son simples mitos. Heston menciona en los comentarios de la edición en DVD de la película que supuestamente él lleva un reloj en su muñeca durante la carrera, pero aclara que tan solo portaba protecciones de cuero hasta el codo.

## Estreno

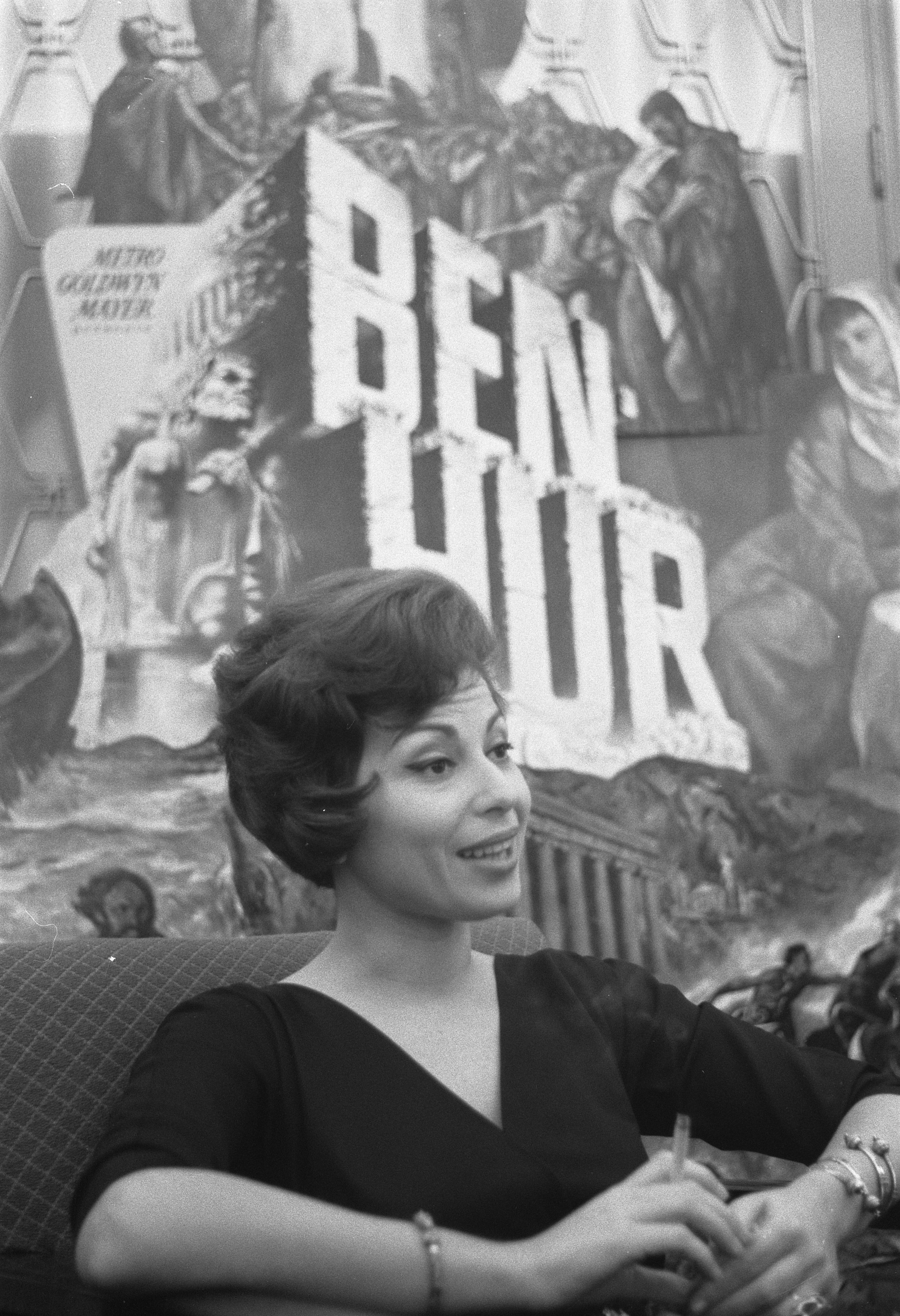
Haya Harareet promoviendo la película en Ámsterdam en octubre de 1960.

Para la promoción de Ben-Hur se puso en marcha una enorme campaña publicitaria que costó 14,7 millones de dólares. MGM creó un departamento especial que se dedicó a hacer encuestas en más de dos mil institutos de cuarenta y siete ciudades estadounidenses para sondear el interés de los adolescentes en la película. Asimismo, se creó una guía escolar que se distribuyó entre los centros de estudio. Se contrató a la empresa Sindlinger and Company para que encuestara a ciudadanos de todo Estados Unidos y así averiguar el impacto de la campaña de promoción. Entre 1959 y 1960 se vendieron caramelos, triciclos con forma de cuadriga, disfraces, adornos para el cabello, joyas, perfumes, toallas, espadas de juguete, cascos y espadas romanas, paraguas y versiones noveladas de la historia del filme por valor de más de 20 millones de dólares.
El estreno de la película se celebró en el teatro Loew de Nueva York el 18 de noviembre de 1959. Allí estuvieron presentes, entre otros, William Wyler, Charlton Heston, Stephen Boyd, Haya Harareet, Martha Scott, el mexicano Ramón Novarro (que interpretó a Judá Ben-Hur en la versión muda de 1925), Spyros Skouras (presidente de 20th Century Fox), Barney Balaban (presidente de Paramount Pictures), Jack Warner (presidente de Warner Bros.), Leonard Goldenson (presidente de American Broadcasting Company), Moss Hart (dramaturgo), Robert Kintner (ejecutivo de ABC Television), Sidney Kingsley (dramaturgo) y Adolph Zukor (fundador de Paramount Pictures).

### Recaudación
En su primer estreno en cines la película recaudó 33,6 millones de dólares en las taquillas norteamericanas (la parte del distribuidor en la taquilla), aunque en realidad generó 74,7 millones en ventas de entradas. Fuera de Norteamérica, recaudó otros 32,5 millones, lo que hizo ascender su recaudación total hasta 66,1 millones de dólares. Fue la película que más dinero y más rápido recaudó en taquilla en el año 1959, para situarse finalmente como la segunda película más taquillera de la historia del cine hasta ese momento, solo por detrás de Lo que el viento se llevó. Ben-Hur salvó a la productora Metro-Goldwyn-Mayer del desastre financiero, pues le dejó unos beneficios de algo más de 20 millones de dólares en su primer estreno y otros 10 millones cuando fue reestrenada en 1969. En el año 1989, Ben-Hur había dejado 90 millones de dólares de beneficios por su exhibición en cines de todo el mundo.

### Recepción crítica
Ben-Hur recibió críticas abrumadoramente positivas en su estreno. Bosley Crowther, de The New York Times, escribió que era «un drama humano muy inteligente y apasionante», al tiempo que elogiaba la labor de Wyler y la impresionante carrera de cuadrigas: «Hay poco en el cine con lo que comparar la carrera de carros. Es un impresionante conjunto de poderosa configuración, acción emocionante con caballos y hombres, vistas panorámicas y un abrumador uso de sonidos dramáticos». Jack Gaver, de United Press International, también tuvo elogios para las actuaciones, que describió como de «genuina calidez y fervor, con escenas íntimas muy bien interpretadas». Philip K. Scheuer, de Los Angeles Times, la definió como «magnífica, inspiradora, impresionante, apasionante y todos los demás adjetivos que has escuchado sobre ella», aunque también dijo que a veces el montaje era abrupto. Ronald Holloway, escribiendo para Variety, dijo que Ben-Hur era «un logro majestuoso, que representa una excelente mezcla de artes cinematográficas y maestros artesanos», y concluyó que Lo que el viento se llevó, también de MGM, tendría que pasar finalmente a un segundo plano. Sobre la carrera, añadió que «probablemente se conservará en los archivos de cine como el mejor ejemplo del uso de la cámara para filmar una escena de acción. La carrera, dirigida por Andrew Marton y Yakima Canutt, son alrededor de 40 minutos de la acción más espeluznante que los espectadores hayan visto jamás».
Pero también hubo críticas negativas. A Bosley Crowther le pareció que la película era demasiado larga. Scheuer, aunque en general la alabó, opinó que su mayor defecto era la «exageración». También criticó a Charlton Heston porque le parecía más competente física que emocionalmente. John McCarten, de The New Yorker, fue todavía más crítico con el protagonista por su mala dicción. Incluso el director William Wyler admitió tiempo después en privado que no estaba muy satisfecho con la actuación de Heston. El crítico de cine Dwight Macdonald también fue negativo, pues le pareció una película tan lenta que «me sentí como un motorista atrapado en un cruce de ferrocarril mientras espera que un largo tren de mercancías pase por delante». Al crítico británico John Pym, de Time Out, tampoco le gustó Ben-Hur, a la que llamó «cuatro horas de lección en una escuela dominical». Muchos críticos franceses y estadounidenses que creían en la teoría de autor vieron la película como una confirmación de que William Wyler era simplemente «un artesano comercial» en lugar de un artista serio.

### Premios
Ben-Hur fue nominada a 12 premios Óscar y ganó 11, una cantidad de galardones que ninguna otra película había obtenido antes y un logro inigualado hasta el estreno de Titanic en 1997 y de El Señor de los Anillos: el retorno del Rey en 2003. El único premio al que fue nominada y que no ganó fue el de mejor guion adaptado, que se entregó a Un lugar en la cumbre, algo que algunos achacan a la disputa surgida por la acreditación del libreto. MGM y Panavision compartieron un Óscar técnico especial en marzo de 1960 por el desarrollo del proceso fotográfico de la Cámara 65.
Ben-Hur también ganó tres Premios Globo de Oro (a la mejor película dramática, mejor director y mejor actor de reparto para Stephen Boyd) y Andrew Marton recibió un Premio Especial por dirigir la secuencia de la carrera. Heston fue nominado al Globo de Oro a mejor actor de drama, pero no lo ganó. La película también ganó el premio BAFTA a la mejor película, el del Círculo de Críticos de Nueva York a mejor película y en los Premios del Sindicato de Directores, William Wyler fue galardonado por su «dirección magistral».

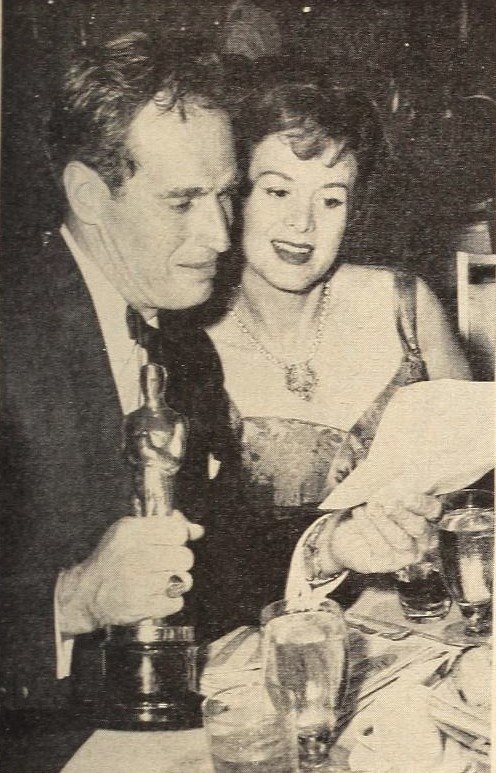
Heston junto a Lydia Clarke después de haber ganado el Premio Oscar al Mejor Actor.

Ben-Hur también aparece en varias de las prestigiosas listas que elabora el American Film Institute, una organización independiente sin ánimo de lucro fundada en 1967 por el Fondo Nacional de las Artes de Estados Unidos. La serie AFI 100 años... fue creada por un jurado compuesto por 1500 artistas, expertos, críticos e historiadores con películas seleccionadas en función de su popularidad a lo largo del tiempo, de su significación histórica o de su impacto cultural. Tanto la película como sus dos protagonistas, Judá Ben-Hur y Mesala, se incluyen en varios de sus prestigiosos listados. En el año 2004, la National Film Preservation Board seleccionó Ben-Hur para su conservación en el National Film Registry por ser una película «cultural, histórica o estéticamente significativa».

### Ediciones domésticas

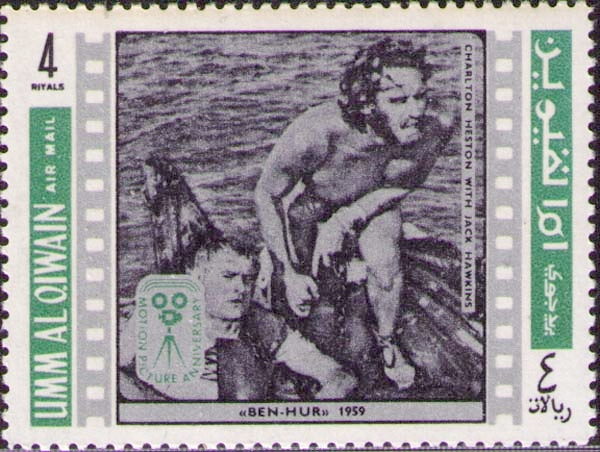
Sello postal conmemorativo del décimo aniversario del estreno de Ben Hur. Umm al-Qaywayn, Emiratos Árabes Unidos, 1969.

Ben-Hur se ha editado varias veces en formatos de visionado doméstico, las últimas en DVD y Disco Blu-ray. El 13 de marzo de 2001 se estrenó en Estados Unidos en un disco DVD de doble cara en formato de pantalla ancha que incluía varios extras, como un comentario de Charlton Heston, un documental sobre el rodaje (que se había elaborado para la edición en Laserdisc de la película en 1993), pruebas de pantalla y una galería de fotos. En el año 2002 se puso a la venta en Estados Unidos una edición de lujo en caja que incluía reimpresiones de carteles del filme a tamaño postal, fotografías en blanco y negro, reproducciones de autógrafos de miembros del reparto, un fotograma de celuloide de 35 mm y una reproducción del póster original de Ben-Hur de 69 × 102 cm. El 13 de septiembre de 2005 salió otra edición en DVD de la película, en esta ocasión con cuatro discos que incluían, entre otras cosas, imagen y sonido remasterizados y la película muda de 1925.
En el año 2011, Warner Home Video editó una edición 50.º Aniversario de Ben-Hur en disco Blu-Ray y DVD en la que por primera vez la película se presentaba para su visionado doméstico con la relación de aspecto original. Para esta ocasión especial, la película fue completamente restaurada fotograma a fotograma a partir de un escaneado a resolución 8K del negativo original de 65 mm. La restauración costó 1 millón de dólares y fue una de las restauraciones a mayor resolución que jamás había hecho Warner Bros.

### Prohibición en China
La película fue prohibida en China bajo el régimen de Mao Zedong por contener "propaganda de creencias supersticiosas, concretamente el cristianismo".